# 玛丽·怀特·奥文顿

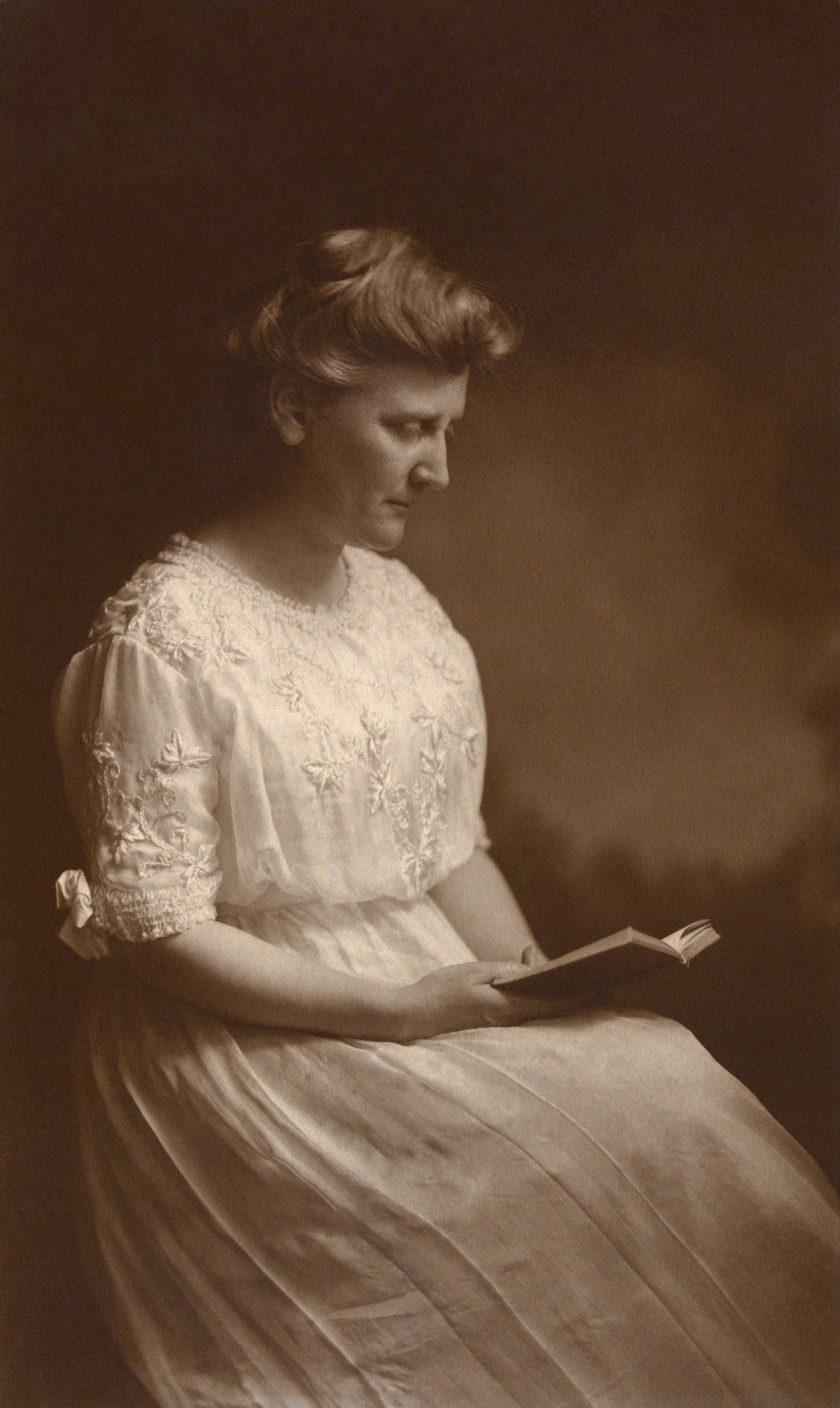
1910年左右的肖像

玛丽·怀特·奥文顿（Mary White Ovington，1865年4月11日—1951年7月15日）是美国女权主义者、记者，也是全国有色人种协进会的创始人之一，曾担任协进会的董事、执行秘书和主席。她激励其他女性加入全国有色人种协进会，并在此过程中为该组织的多元文化构成做出了重大贡献。
晚年，奥文顿因健康状况不佳被迫辞去全国有色人种协进会的职务。1951年在马萨诸塞州牛顿高地去世，享年86岁。除去社会工作外，欧文顿还写过一些小说和儿童读物，其中包括《Hazel》。